# جيفري بولوك
جيفري بولوك (بالإنجليزية: Jeffrey Bullock)‏ هو مدير أكاديمي أمريكي، ولد في 12 أغسطس 1959.